# ‘Uruq Bani Ma’arid

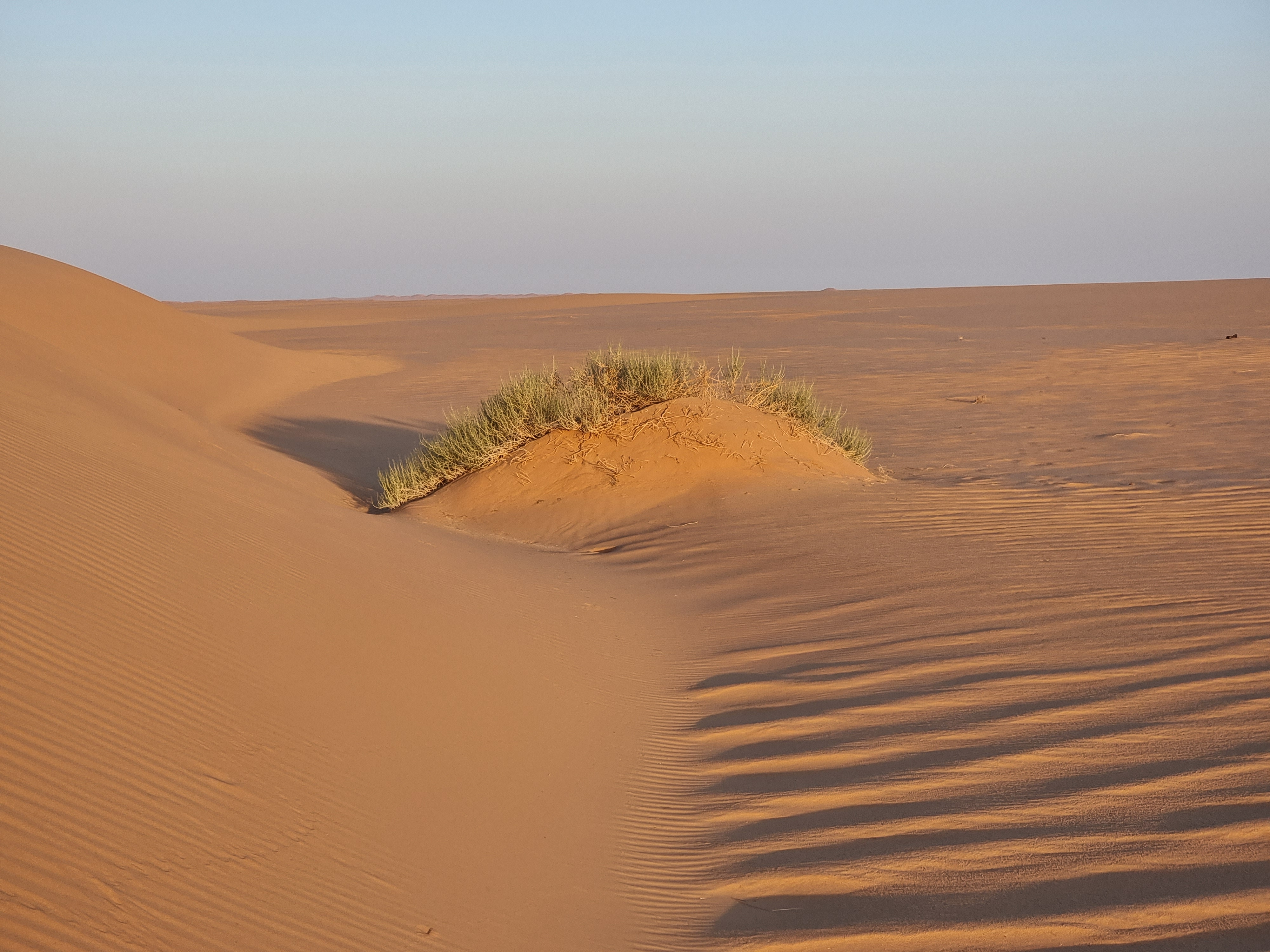

'Uruq Bani Ma'arid (Arabisch: عروق بني معارض) is een beschermd natuurgebied in het zuiden van Saoedi-Arabië, gelegen aan de westelijke rand van de Rub' al Khali, in het Nederlands ook gekend als het Lege Kwartier, de grootste zandzeewoestijn ter wereld. Het beschermde gebied is verdeeld in drie delen; een kernnatuurgebied, een zone waar gecontroleerde beweiding is toegestaan en een jachtgebied.
'Uruq Bani Ma'arid ligt in een gebied waar de Arabische oryx (Oryx leucoryx) leefde voordat hij in het wild uitstierf. Het reservaat is gekozen voor de herintroductie van oryxen die zijn gekweekt in een fokprogramma in gevangenschap. Het is ook geselecteerd als geschikt voor het herstel van kuddes Arabische zandgazellen (Gazella marica), berggazellen (Gazella gazella) en struisvogels (Struthio camelus), die allemaal van oudsher in het gebied hebben gewoond.

## Geografie
De site van dit beschermde gebied strekt zich uit over een totale oppervlakte van 12.658 km². Naast het kalksteenplateau dat de ondergrond vormt van de lineair georiënteerde zandduinen, omvat het reservaat een deel van de Tuwaiq-helling, wadi's en grindvlaktes. De ergs van rood zand liggen dus evenwijdig aan elkaar en kunnen wel 150 m hoog zijn. Ze worden gescheiden door gangen met zand- of grindbodems. Het klimaat is heet en droog. Regenval is zeer zeldzaam en gemiddeld ongeveer 30 mm per jaar. Stortbuien op de helling zorgen ervoor dat water door de bedding van de wadi's stroomt en kan irrigeren in het substraat waar het wordt vastgehouden.

## Flora en fauna

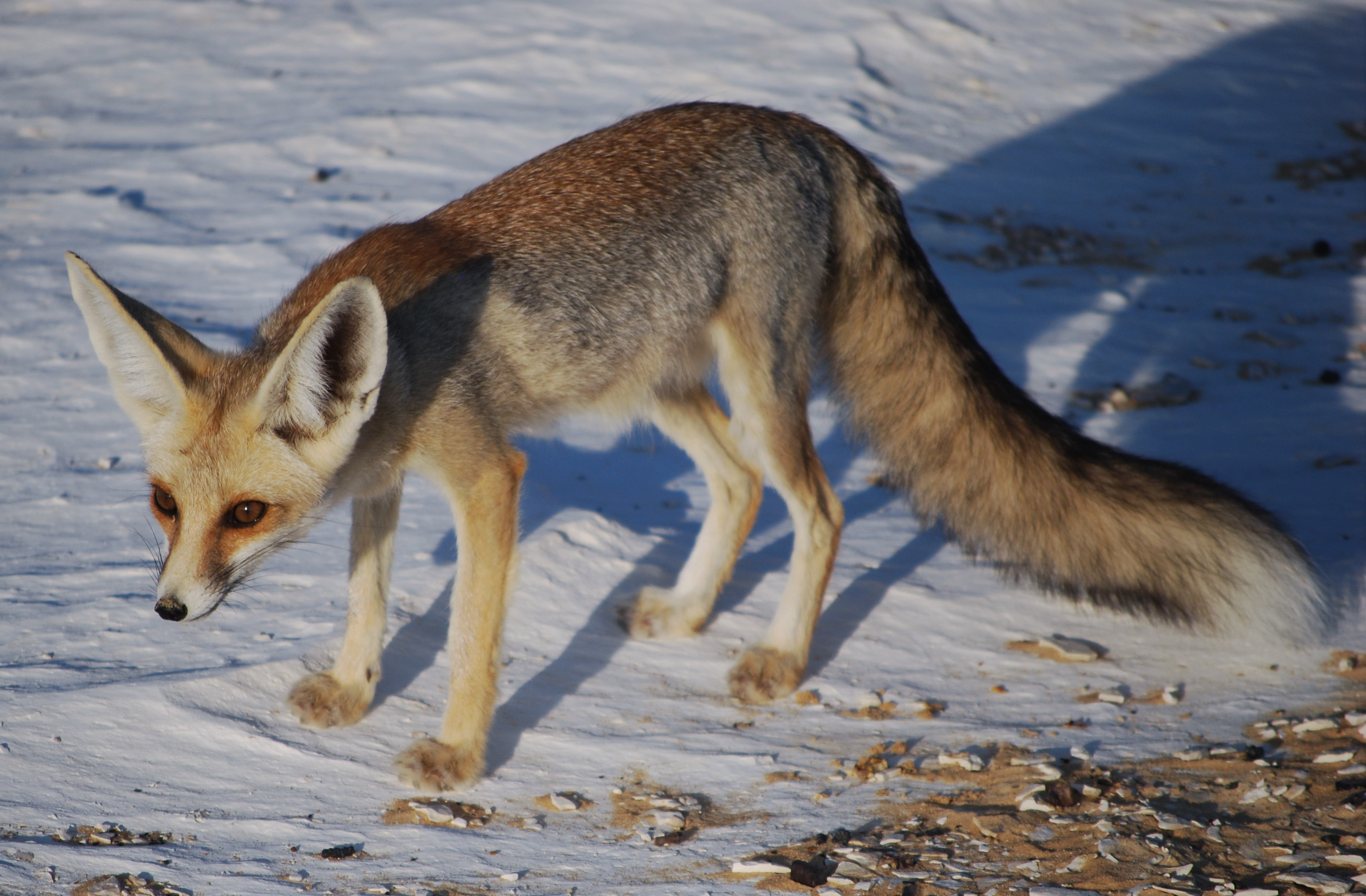
De zandvos is een van de woestijndieren die voorkomen in de 'Uruq Bani Ma'arid.

'Uruq Bani Ma'arid is aangewezen als een belangrijk plantengebied vanwege de rijkdom van het plantenleven in vergelijking met andere delen van de Rub' al Khali, en de aanwezigheid van veel plantensoorten die endemisch zijn voor het Arabisch schiereiland. De kalkstenen helling heeft weinig vegetatie, maar de wadi's faciliteren een verscheidenheid aan struikachtige groei, waaronder acacia's, grassen en meerjarige peulvruchten. Op de duinen groeit wat schaarse vegetatie, met name Calligonum crinitum ssp. arabicum samen met zegge en meerjarige grassen. In de gangen tussen de duinen groeien kleine Haloxylon persicum, Moringa peregrina en Commiphora myrrha. Er groeien hier weinig eenjarige planten, maar nadat er regen is gevallen groeien er nieuwe scheuten op de vaste planten. In het reservaat zijn 106 plantensoorten geregistreerd.
Tussen 1995 en 2013 werden 149 Arabische oryxen vrijgelaten in het reservaat en in 2013 waren er naar schatting ongeveer 500 exemplaren aanwezig. Het reservaat is niet omheind, dus dit is momenteel de enige populatie in het wild. Sinds 1995 zijn ook de Arabische zandgazelle en de berggazelle met succes geherintroduceerd.
Andere dieren die in het reservaat te zien zijn, zijn onder meer de zandvos, woestijnkat, vos, Kaapse haas, Abessijnse egel, Gerbillus cheesmani, kleine woestijnspringmuis, woestijnvaraan, andere hagedissen en slangen en wilde honden. Er zijn 104 vogelsoorten geregistreerd in het reservaat, maar er zijn slechts ongeveer 16 inheemse soorten. Westelijke kraagtrappen worden hier soms gezien, mogelijk op trek, maar de oorgier en slangenarend broeden hier.

## Inschrijving op de Werelderfgoedlijst van UNESCO
Op 20 september 2023 werd tijdens de 45e sessie van de UNESCO Commissie voor het Werelderfgoed die doorging in de Saoedische hoofdstad Riyad het beschermde natuurgebied 'Uruq Bani Ma'arid erkend als werelderfgoed en dit natuurerfgoed werd ingeschreven op de Werelderfgoedlijst van UNESCO als het allereerste natuurlijke werelderfgoed in Saoedi-Arabië. De commissie motiveerde de erkenning met: "De erfgoedsite omvat het westelijke deel van de grootste uitgestrektheid van verwaaid zand op aarde, bekend als Ar Rub' al-KhaIi, en behoudt een van de meest spectaculaire woestijnlandschappen van de aarde. De gevarieerde topografie van her reservaat creëert een breed scala aan leefgebieden voor dieren in het wild en de site is wereldwijd opmerkelijk vanwege de herintroductie van iconische woestijndieren, waaronder de Arabische Oryx (Oryx leucoryx) en Arabische zandgazelle (Gazella marica), in hun natuurlijke habitat na tientallen jaren van uitsterven in het wild. De mobiele duinen bieden ook een uitstekende en zuurstofrijke habitat voor zandduikende ongewervelde dieren en reptielen."